# 新建街道 (吉林市)
新建街道，是中华人民共和国吉林省吉林市昌邑区下辖的一个乡镇级行政单位。

## 行政区划
新建街道下辖以下地区：
新邑北区社区、新邑西区社区和新邑东区社区。